# Nikos Spyropoulos
Nikolaos Spyropoulos detto Nikos e spesso scritto anche Spiropoulos (gr. Νικόλαος "Νίκος" Σπυρόπουλος; Giannina, 10 ottobre 1983) è un ex calciatore greco, di ruolo difensore.

## Carriera

### Club

#### PAS Giannina
Nato a Giannina, nell'Epiro, nel 2001 milita nella squadra locale del PAS Giannina, con cui centra alla prima stagione la promozione in Alpha Ethniki. A fine stagione la squadra retrocede, mentre nell'annata 2003-2004 Spyropoulos entra nel giro dei titolari, grazie a 27 gettoni e una rete in seconda divisione, anche se il PAS retrocede addirittura in terza serie greca.

#### Panioniōs
Nell'estate 2004 si trasferisce ad Atene, venendo acquistato dal Paniōnios, club di prima divisione, con cui esordisce il 16 settembre 2004 nel turno preliminare di Coppa UEFA vinto 3-1 in casa contro l'Udinese. A inizio 2005, mentre è in procinto di essere trasferito al Panathīnaïkos assieme ai compagni di squadra Alexandros Tziolīs e Vaggelīs Mantzios, è risultato positivo al testosterone ed è stato squalificato due anni. In seguito la positività fu attribuita a cause naturali, ma il suo trasferimento fu comunque annullato. Tornò in campo un anno dopo e continuò a giocare per 4 anni per il Panioniōs, guadagnandosi la reputazione di uno dei migliori terzini sinistri del campionato greco.
Nella sessione estiva di calciomercato 2007 e in quella invernale 2008 al giocatore sono interessati club come AEK Atene, Olympiacos e Werder Brema, ma alla fine queste trattative non si concretizzano.

#### Panathīnaïkos
Il 28 gennaio 2008 si trasferisce al Panathīnaïkos per €2 milioni. Nella seconda metà di stagione il terzino offre prestazioni di alto livello, tanto da meritarsi la convocazione del CT Otto Rehhagel ad Euro 2008. Nonostante nasca come terzino sinistro naturale, durante la stagione 2008-2009 il tecnico Henk ten Cate lo impiega pure sulla fascia destra. Nel 2009-2010 conquista il double Campionato e Coppa di Grecia. Il 3 ottobre 2010 segna il suo primo e unico gol con maglia dei verdi nella sfida vinta 3-1 in casa dell'Ergotelīs. Rimane al Pana fino all'inizio del 2013, collezionando 128 presenze in campionato.

#### Chievo
A due giorni dalla fine del calciomercato invernale 2013 viene acquistato dal Chievo. Il 10 febbraio 2013 esordisce con i clivensi nella partita persa 3-1 a San Siro contro l'Inter. Scende in campo pure nell'incontro successivo contro il Palermo (pareggio 1-1), prima di saltare l'intera stagione per infortunio.

#### PAOK
Nell'estate 2013 l'account ufficiale del PAOK di Salonicco annuncia l'acquisizione di Spyropoulos. Il 2 dicembre 2013 debutta nel successo esterno per 2-0 contro il PAS Giannina, sua ex squadra. A Salonicco rimarrà due anni senza mai ritrovare una condizione ottimale, rescindendo il contratto il 15 aprile 2015. Nello stesso anno si ritira dal calcio giocato.

### Nazionale
Il 17 novembre 2007 esordisce con la nazionale ellenica nella sfida vinta 5-0 ad Atene contro Malta, subentrando al 68º a Vasilīs Torosidīs, in un incontro valido per le qualificazioni ad Euro 2008. Viene convocato da Rehhagel per gli stessi europei e per il Mondiale 2010. Il 3 settembre 2010 sigla la prima rete con la nazionale nella sfida di qualificazione ad Euro 2012 pareggiata 1-1 contro la Georgia. Due anni dopo si ripete a Riga contro la Lettonia (vittoria greca per 2-1) in un incontro valido per le qualificazioni al Mondiale 2014.

## Statistiche

### Cronologia presenze e reti in nazionale
| Cronologia completa delle presenze e delle reti in nazionale ― Grecia | Cronologia completa delle presenze e delle reti in nazionale ― Grecia | Cronologia completa delle presenze e delle reti in nazionale ― Grecia | Cronologia completa delle presenze e delle reti in nazionale ― Grecia | Cronologia completa delle presenze e delle reti in nazionale ― Grecia | Cronologia completa delle presenze e delle reti in nazionale ― Grecia | Cronologia completa delle presenze e delle reti in nazionale ― Grecia | Cronologia completa delle presenze e delle reti in nazionale ― Grecia |
| Data                                                                  | Città                                                                 | In casa                                                               | Risultato                                                             | Ospiti                                                                | Competizione                                                          | Reti                                                                  | Note                                                                  |
| --------------------------------------------------------------------- | --------------------------------------------------------------------- | --------------------------------------------------------------------- | --------------------------------------------------------------------- | --------------------------------------------------------------------- | --------------------------------------------------------------------- | --------------------------------------------------------------------- | --------------------------------------------------------------------- |
| 17-11-2007                                                            | Atene                                                                 | Grecia                                                                | 5 – 0                                                                 | Malta                                                                 | Qual. Euro 2008                                                       | -                                                                     | 48’                                                                   |
| 5-2-2008                                                              | Strovolos                                                             | Grecia                                                                | 1 – 0                                                                 | Rep. Ceca                                                             | Amichevole                                                            | -                                                                     |                                                                       |
| 6-2-2008                                                              | Strovolos                                                             | Grecia                                                                | 2 – 1                                                                 | Finlandia                                                             | Amichevole                                                            | -                                                                     | 69’                                                                   |
| 19-5-2008                                                             | Patrasso                                                              | Grecia                                                                | 2 – 0                                                                 | Cipro                                                                 | Amichevole                                                            | -                                                                     |                                                                       |
| 1-6-2008                                                              | Offenbach am Main                                                     | Grecia                                                                | 0 – 0                                                                 | Armenia                                                               | Amichevole                                                            | -                                                                     | 46’                                                                   |
| 18-6-2008                                                             | Salisburgo                                                            | Grecia                                                                | 1 – 2                                                                 | Spagna                                                                | Euro 2008 - 1º turno                                                  | -                                                                     |                                                                       |
| 20-8-2008                                                             | Bratislava                                                            | Slovacchia                                                            | 0 – 2                                                                 | Grecia                                                                | Amichevole                                                            | -                                                                     | 46’                                                                   |
| 6-9-2008                                                              | Lussemburgo                                                           | Lussemburgo                                                           | 0 – 3                                                                 | Grecia                                                                | Qual. Mondiali 2010                                                   | -                                                                     | 81’                                                                   |
| 19-11-2008                                                            | Il Pireo                                                              | Grecia                                                                | 1 – 1                                                                 | Italia                                                                | Amichevole                                                            | -                                                                     |                                                                       |
| 11-2-2009                                                             | Il Pireo                                                              | Grecia                                                                | 1 – 1                                                                 | Danimarca                                                             | Amichevole                                                            | -                                                                     | 57’                                                                   |
| 12-8-2009                                                             | Bydgoszcz                                                             | Polonia                                                               | 2 – 0                                                                 | Grecia                                                                | Amichevole                                                            | -                                                                     |                                                                       |
| 5-9-2009                                                              | Basilea                                                               | Svizzera                                                              | 2 – 0                                                                 | Grecia                                                                | Qual. Mondiali 2010                                                   | -                                                                     | 83’                                                                   |
| 9-9-2009                                                              | Chișinău                                                              | Moldavia                                                              | 1 – 1                                                                 | Grecia                                                                | Qual. Mondiali 2010                                                   | -                                                                     |                                                                       |
| 14-10-2009                                                            | Atene                                                                 | Grecia                                                                | 2 – 1                                                                 | Lussemburgo                                                           | Qual. Mondiali 2010                                                   | -                                                                     |                                                                       |
| 14-11-2009                                                            | Atene                                                                 | Grecia                                                                | 0 – 0                                                                 | Ucraina                                                               | Qual. Mondiali 2010                                                   | -                                                                     |                                                                       |
| 18-11-2009                                                            | Donec'k                                                               | Ucraina                                                               | 0 – 1                                                                 | Grecia                                                                | Qual. Mondiali 2010                                                   | -                                                                     |                                                                       |
| 3-3-2010                                                              | Volo                                                                  | Grecia                                                                | 0 – 2                                                                 | Senegal                                                               | Amichevole                                                            | -                                                                     |                                                                       |
| 25-5-2010                                                             | Altach                                                                | Corea del Nord                                                        | 2 – 2                                                                 | Grecia                                                                | Amichevole                                                            | -                                                                     |                                                                       |
| 2-6-2010                                                              | Winterthur                                                            | Paraguay                                                              | 2 – 0                                                                 | Grecia                                                                | Amichevole                                                            | -                                                                     | 75’                                                                   |
| 22-6-2010                                                             | Polokwane                                                             | Argentina                                                             | 2 – 0                                                                 | Grecia                                                                | Mondiali 2010 - 1º turno                                              | -                                                                     | 46’                                                                   |
| 11-8-2010                                                             | Belgrado                                                              | Serbia                                                                | 0 – 1                                                                 | Grecia                                                                | Amichevole                                                            | -                                                                     |                                                                       |
| 3-9-2010                                                              | Atene                                                                 | Grecia                                                                | 1 – 1                                                                 | Georgia                                                               | Qual. Euro 2012                                                       | 1                                                                     |                                                                       |
| 12-10-2010                                                            | Il Pireo                                                              | Grecia                                                                | 2 – 1                                                                 | Israele                                                               | Qual. Euro 2012                                                       | -                                                                     |                                                                       |
| 4-6-2011                                                              | Atene                                                                 | Grecia                                                                | 3 – 1                                                                 | Malta                                                                 | Qual. Euro 2012                                                       | -                                                                     |                                                                       |
| 7-6-2011                                                              | New York                                                              | Ecuador                                                               | 1 – 1                                                                 | Grecia                                                                | Amichevole                                                            | -                                                                     | 89’                                                                   |
| 10-8-2011                                                             | Sarajevo                                                              | Bosnia ed Erzegovina                                                  | 0 – 0                                                                 | Grecia                                                                | Amichevole                                                            | -                                                                     | 51’ 58’                                                               |
| 11-10-2011                                                            | Tbilisi                                                               | Georgia                                                               | 1 – 2                                                                 | Grecia                                                                | Qual. Euro 2012                                                       | -                                                                     | 43’                                                                   |
| 15-8-2012                                                             | Oslo                                                                  | Norvegia                                                              | 2 – 3                                                                 | Grecia                                                                | Amichevole                                                            | -                                                                     | 80’                                                                   |
| 7-9-2012                                                              | Riga                                                                  | Lettonia                                                              | 1 – 2                                                                 | Grecia                                                                | Qual. Mondiali 2014                                                   | 1                                                                     |                                                                       |
| 11-9-2012                                                             | Atene                                                                 | Grecia                                                                | 2 – 0                                                                 | Lituania                                                              | Qual. Mondiali 2014                                                   | -                                                                     |                                                                       |
| 12-10-2012                                                            | Atene                                                                 | Grecia                                                                | 0 – 0                                                                 | Bosnia ed Erzegovina                                                  | Qual. Mondiali 2014                                                   | -                                                                     |                                                                       |
| 16-10-2012                                                            | Bratislava                                                            | Slovacchia                                                            | 0 – 1                                                                 | Grecia                                                                | Qual. Mondiali 2014                                                   | -                                                                     |                                                                       |
| 14-11-2012                                                            | Dublino                                                               | Irlanda                                                               | 0 – 1                                                                 | Grecia                                                                | Amichevole                                                            | -                                                                     | 82’                                                                   |
| 6-2-2013                                                              | Atene                                                                 | Grecia                                                                | 0 – 0                                                                 | Svizzera                                                              | Amichevole                                                            | -                                                                     |                                                                       |
| 14-8-2013                                                             | Salisburgo                                                            | Austria                                                               | 0 – 2                                                                 | Grecia                                                                | Amichevole                                                            | -                                                                     | 85’                                                                   |
| Totale                                                                |                                                                       | Presenze                                                              | 35                                                                    |                                                                       | Reti                                                                  | 2                                                                     |                                                                       |

## Palmarès

### Club

#### Competizioni nazionali
- Campionato greco: 1

Panathinaikos: 2009-2010
- Coppa di Grecia: 1

Panathinaikos: 2009-2010